# North Haledon
North Haledon är en kommun (borough) i Passaic County i New Jersey. Vid 2020 års folkräkning hade North Haledon 8 927 invånare.